# Willie Watson
Willie Watson, all'anagrafe William Watson (Bolton on Dearne, 7 marzo 1920 – Johannesburg, 24 aprile 2004), è stato un calciatore, allenatore di calcio e crickettista inglese, di ruolo centrocampista.
Giocò per buona parte della carriera da calciatore nel Sunderland e che partecipò con la maglia della Nazionale inglese al Campionato mondiale di calcio 1950 tenutosi in Brasile
Nativo di Bolton on Dearne, Yorkshire, fu anche un famoso giocatore di cricket, rappresentando la Nazionale e diventando uno dei pochi ad aver partecipato ad incontri internazionali in entrambe le discipline. Morì il 24 aprile 2004 all'età di 84 anni.

## Carriera calcistica

### Club
Lasciata la scuola a 14 anni, nell'anno successivo (firmando un contratto da non professionista) entrò a far parte delle giovanili dell'Huddersfield Town, club nel quale il padre Billy (famoso giocatore della fine degli anni '20) ricopriva a quel tempo il ruolo di allenatore della prima squadra. Nel 1938 il diciassettenne Watson firmò con il club il suo primo contratto da professionista, giocando nella squadra delle riserve come esterno sinistro di centrocampo, visto che era mancino; venne convocato, senza scendere in campo, nella semifinale di FA Cup del 1938-1939 persa contro il Portsmouth. La sua carriera venne interrotta dallo scoppio della guerra, durante la quale venne arruolato nell'Esercito, ma che gli permise di giocare nella squadra rappresentativa con calciatori del calibro di Matt Busby, Tommy Lawton e Frank Swift.
Alla fine della guerra, espresse all'Huddersfield il suo desiderio di cambiare ruolo, passando da esterno ad interno di centrocampo. Il suo scontento portò alla sua cessione nel maggio 1946 (un mese prima di essere congedato dalle forze armate) a favore del Sunderland, squadra nella quale militò per 7 stagioni e dove passò al suo definitivo ruolo di centrocampista destro. Dopo un totale di 223 presenze fatte segnare con la maglia del Sunderland, Watson terminò la sua carriera all'Halifax Town, dove divenne calciatore/allenatore per due stagioni prima di ritirarsi dal calcio giocato.

### Nazionale
L'esordio di Watson con la maglia della Nazionale di calcio arrivò il 16 novembre 1949, nella vittoria per 9-2 con l'Irlanda nella gara giocatasi a Manchester; due settimane dopo, fu titolare nel 2-0 contro l'Italia. Venne convocato in Nazionale per il Campionato mondiale di calcio del 1950 giocatosi in Brasile, nel quale però non scese mai in campo. Dopo due ulteriori presenze nel novembre 1950, contro Galles e Jugoslavia, non venne più convocato a causa, secondi i critici, delle sue attitudini troppo offensive per il ruolo ricoperto in campo. Nel maggio dello stesso anno aveva raccolto anche 3 presenze con la Nazionale B.

### Allenatore
Al termine della sua carriera come giocatore di cricket, Watson tornò ad essere l'allenatore dell'Halifax, nel quale aveva già allenato tra il 1954 e il 1956, dove rimase per due anni prima di passare al Bradford City. Le due stagioni con la squadra dello Yorkshire furono le ultime due di Watson come allenatore di calcio, nelle quali pose le basi per la promozione della squadra nella divisione superiore, avvenuta dopo il suo ritiro dal mondo del calcio ad inizio 1969.

## Carriera crickettistica

### Club
Watson, battitore mancino, cominciò a giocare a cricket nel 1938 nelle riserve dello Yorkshire, per poi passare titolare nei match successivi. Dopo la guerra, rimase titolare nello Yorkshire per diversi anni, vincendo il premio Wisden Cricketer of the Year nel 1954. Nel 1958 passò al Lancastershire, dove ricoprì il ruolo di segretario e capitano, ove rimase per 4 stagioni, fino al ritiro ufficiale dal cricket giocato nel 1962 (anche se disputò alcune partite nel 1964). Nel 1968 diventò l'allenatore della squadra di cricket di Johannesburg, città nella quale rimase fino alla morte.

### Nazionale
Fece il suo debutto in Nazionale nel 1951 contro il Sud Africa, disputando un'ottima partita. Non diventò titolare fisso a causa della forte disponibilità di talentuosi battitori in quel periodo: le sue 23 presenze complessive furono infatti spalmate tra il 1951 e il 1958.

## Statistiche

### Cronologia presenze e reti in Nazionale
| Cronologia completa delle presenze e delle reti in nazionale ― Inghilterra | Cronologia completa delle presenze e delle reti in nazionale ― Inghilterra | Cronologia completa delle presenze e delle reti in nazionale ― Inghilterra | Cronologia completa delle presenze e delle reti in nazionale ― Inghilterra | Cronologia completa delle presenze e delle reti in nazionale ― Inghilterra | Cronologia completa delle presenze e delle reti in nazionale ― Inghilterra | Cronologia completa delle presenze e delle reti in nazionale ― Inghilterra | Cronologia completa delle presenze e delle reti in nazionale ― Inghilterra |
| Data                                                                       | Città                                                                      | In casa                                                                    | Risultato                                                                  | Ospiti                                                                     | Competizione                                                               | Reti                                                                       | Note                                                                       |
| -------------------------------------------------------------------------- | -------------------------------------------------------------------------- | -------------------------------------------------------------------------- | -------------------------------------------------------------------------- | -------------------------------------------------------------------------- | -------------------------------------------------------------------------- | -------------------------------------------------------------------------- | -------------------------------------------------------------------------- |
| 16-11-1949                                                                 | Manchester                                                                 | Inghilterra                                                                | 9 – 2                                                                      | Irlanda                                                                    | Qual. Mondiali 1950                                                        | -                                                                          |                                                                            |
| 30-11-1949                                                                 | Londra                                                                     | Inghilterra                                                                | 2 – 0                                                                      | Italia                                                                     | Amichevole                                                                 | -                                                                          |                                                                            |
| 15-11-1950                                                                 | Sunderland                                                                 | Inghilterra                                                                | 4 – 2                                                                      | Galles                                                                     | Torneo Interbritannico                                                     | -                                                                          |                                                                            |
| 22-11-1950                                                                 | Londra                                                                     | Inghilterra                                                                | 2 – 2                                                                      | Jugoslavia                                                                 | Amichevole                                                                 | -                                                                          |                                                                            |
| Totale                                                                     |                                                                            | Presenze                                                                   | 4                                                                          |                                                                            | Reti                                                                       | 0                                                                          |                                                                            |

### Calciatore
- (EN)  Statistiche con la maglia del Sunderland F.C.
- (EN)  Statistiche da allenatore con il Bradford City A.F.C.
- (EN)  Statistiche in Nazionale su EnglandStats.com

### Crickettista
- (EN)  Profilo e statistiche su CricInfo.com
- (EN)  Statistiche su CricketArchive.com